# 阿德姆·贝雷克特
阿德姆·贝雷克特（土耳其語：Adem Bereket，1973年7月19日—），土耳其男子摔跤运动员。他曾代表土耳其参加2000年夏季奥林匹克运动会摔跤比赛，获得男子自由式76公斤级铜牌。